# Apadia
Apadia – wieś w Rumunii, w okręgu Caraș-Severin, w gminie Brebu. W 2011 roku liczyła 278 mieszkańców. 